# Zieliniec (stacja kolejowa)
Zieliniec - dawna stacja kolei wąskotorowej w Zielińcu, w województwie wielkopolskim, w Polsce. Otwarta w 1898; zamknięta w 1976.